# Miel Dekeyser
Emiel Dekeyser (Leuven, 11 februari 1932 – aldaar, 15 januari 2017) was een Vlaamse journalist voor BRT, later de Vlaamse Radio- en Televisieomroeporganisatie.

## Loopbaan
Na zijn middelbare studies ging Dekeyser richting KU Leuven waar hij licentiaat werd in de Germaanse talen. Vervolgens werd hij leraar Nederlands, Duits en Engels.
In 1960 kwam hij in dienst bij de VRT, waar hij zowel voor de radio als de televisie werkte. Zijn eerste opdrachten waren veeleer in de sector ontspanning om vanaf 1967 journalist te worden. Zijn aandacht ging vooral naar de Verenigde Staten en Groot-Brittannië en hij was onder meer oorlogscorrespondent in Vietnam en Cambodja. Tijdens die loopbaan had hij interviews met Amerikaanse en Britse leiders zoals de presidenten George H.W. Bush, George W. Bush, Ronald Reagan en Margaret Thatcher.
Op het tweede kanaal Canvas presenteerde hij De Keuze van Dekeyser, dat doorliep tot na zijn pensionering.
Miel Dekeyser overleed in 2017 op 84-jarige leeftijd in een ziekenhuis in Leuven.